# برايان هولتون (لاعب كرة قاعدة)
برايان هولتون (بالإنجليزية: Brian Holton)‏ هو لاعب كرة قاعدة أمريكي، ولد في 29 نوفمبر 1959 في ماكيسبورت في الولايات المتحدة.

## وصلات خارجية
- برايان هولتون على موقعبيزبول رفرنس.كوم (الدوري الرئيسي) (الإنجليزية)
- برايان هولتون على موقعبيزبول رفرنس.كوم (الدوري الثانوي) (الإنجليزية)